# RD-0410
RD-0410 (РД-0410, GRAU index: 11B91) はソビエト連邦で1965年から1980年代に開発され、液体水素推進剤を使用する核熱ロケットエンジン（nuclear thermal rocket engine）で、 セミパラチンスク試験場でエンジンの地上試験が実施された。1994年のKurchatov有人火星飛行計画案（en:List of manned Mars mission plans in the 20th centuryを参照）に、本機の使用が検討された。
米国で計画されたNERVAのエンジンよりも排気温度と比推力では高性能だが、推力は低かった。RD-0410の推力はわずか35.2 kNで、333.6 kNを発揮するNERVAの1/10程度だった。このことは、ツィオルコフスキーの公式の観点からは優れたエンジンだが、原子力ロケットであることもあり、その自重のために、場合によってはブースター等の併用が必要なことを意味する。原子炉の炉心の設計には炭化ウラン/タングステンカーバイト燃料と水素化ジルコニウム減速材の間に断熱材が含まれていた。これは炉心の設計を大幅に小型化する目的だった。水素流は中性子のエネルギーを低く、吸収断面積を大きく維持する為に最初に減速材を冷却するので燃料棒に直接接触して加熱される。カーバイトと水素間で化学反応が生じる事により、減速材を通過後には1 pct の ヘプタンが水素に加わる。
水素加圧ターボポンプはキマフトマティキ設計局によって設計された。

## 資料
- Soviet Mars Propulsion - Nuclear Thermal astronautix.com
- Popular Mechanics article in Russian
- Russian article
- Russian video about RD-0410 Rocket (Russian)